# M1A2 SEP
M1A2 System Enhancement Package (SEP) (англ. «пакет покращення системи») — програми модернізації танків M1A1 Abrams та M1A2, які передбачають посилений броньовий захист, цифровізацію управління, більш сучасну оптику й електроніку та ряд інших покращень.
Існує кілька поколінь оновлень: SEP (2000), SEPv2 (2015), SEPv3 (2020) та SEPv4. Станом на початок 2023 року, третя, найсучасніша версія надходить до військ, а четверту скасовано на користь майбутнього M1E3 Abrams.

## SEP
Програма SEP була розроблена 1999 року, 2000 року модернізовані танки почали надходити в армію.
Модернізація включає в себе оновлення процесорів, кольорові монітори з високою роздільною якістю, збільшені об'єми цифрової пам'яти, покращення цифрового інтерфейсу та операційної системи. Встановлено тепловізійну систему наступного покоління (англ. 2nd Gen FLIR, Forward Looking InfraRed — ІЧ, напрямлений вперед), котра покращила наведення для навідника та командира. Також було встановлено систему контролю температури, що мала тримати температуру в бойовому відділенні в межах 35 °C та близько 50 °C для електроніки. Покращено було також генератор.
Називаються числа в близько 400 M1A1, оновлених до M1A2 SEP, 300 оновлених M1A2 та 240 новозбудованих M1A2 SEP.

## SEPv2
SEPv2 передбачає всі опції, наявні в SEP, а також встановлюються бойові модулі CROWS та інше. Було також випробувано встановлення ізраїльської системи активного захисту Trophy.

## SEPv3
Модифікація M1A2 SEPv3 була прийнята на озброєння армії США 2018 року та отримала індекс M1A2C. Модифікації включають новий комплекс зв'язку JTRS (англ. Joint Tactical Radio System) та інші можливості для інтеграції в об'єднане поле бою, покращену замінність модулів для більш зручного технічного обслуговування. Також додано допоміжну силову установку, за випускною системою якої можна відрізнити цю модифікацію від попередніх. Змін зазнали система керування вогнем, оптика та електроніка. На башті розташований бойовий модуль з 12.7-мм кулеметом та цілодобовою системою спостереження та прицілювання.
Танки отримують покращений захист екіпажу від СВУ завдяки змінах у посадці екіпажу, посиленню дна корпусу та дещо іншому розташуванню внутрішніх систем. Посилено і броньовий захист.
У серпні 2023 року стало відомо, що майбутні SEPv3 отримають КАЗ Trophy, динамічний захист ARAT 2, а також систему керування озброєнням для стрільби снарядами з підривом у повітрі для ураження повітряних цілей. Анонсовано 532 млн доларів на закупівлю 53 модернізованих машин.
Вперше представлені на виставці AUSA в 2015 році. Перші M1A2C Армія США отримала в 2020 році.

## SEPv4
Модифікація SEPv4, прийнята на озброєння під індексом M1A2D. Порівняно з попередником, танк має метеорологічні датчики та наступне покоління тепловізорів.
Станом на осінь 2022 року проходив випробування.
У вересні 2023 року було повідомлено, що Пентагон вирішив відмовитись від плану модернізації M1A2 SEPv4, яка була послідовним розвитком системи оновлення System Enhancement Package, яка тривала з 2000 року. Й армія США офіційно повідомила, що припинала фінансування розробки пакета SEPv4 надавши пріоритет створенню версії M1E3 Abrams. Американська армія планує розробити та прийнятий новий варіант «Абрамса» до 2030 року.

## Варіанти
- M1A2T: спеціальна конфігурація варіанту M1A2 SEPv3 для продажу Тайваню і яка була схвалена Державним департаментом США в липні 2019 року. За заявою DSCA, цей варіант є приблизно еквівалентним M1A2 SEPv3, за винятком того, що броня з збідненого урану замінена на експортну броню для продажу за програмою FMS. Система активного захисту Trophy APS не згадується. Нові танки будуть виготовлені на військовому заводі в Анністоні, штат Алабама, та в Центрі виробництва систем, Ліма, штат Огайо[16][17].
- M1A2R: варіант для армії Румунії, який станом на 2023 рік перебуває в розробці[18]. За словами начальника Генеральної дирекції з озброєння, румунський варіант «Абрамса» буде конфігурацією M1A2 SEPv3[19].

## Оператори
- Польща: 2021 року укладено контракт ціною 1.148 млрд$ (4.6 млн за танк) на постачання 250 танків M1A2 SEPv3, починаючи з 2025 року[20].
- США: використовуються всі модифікації SEP, контракт армії США від грудня 2017 року включає модернізацію протягом кількох років 435 танків М1А1 до M1A2 SEPv3[8]

## Галерея

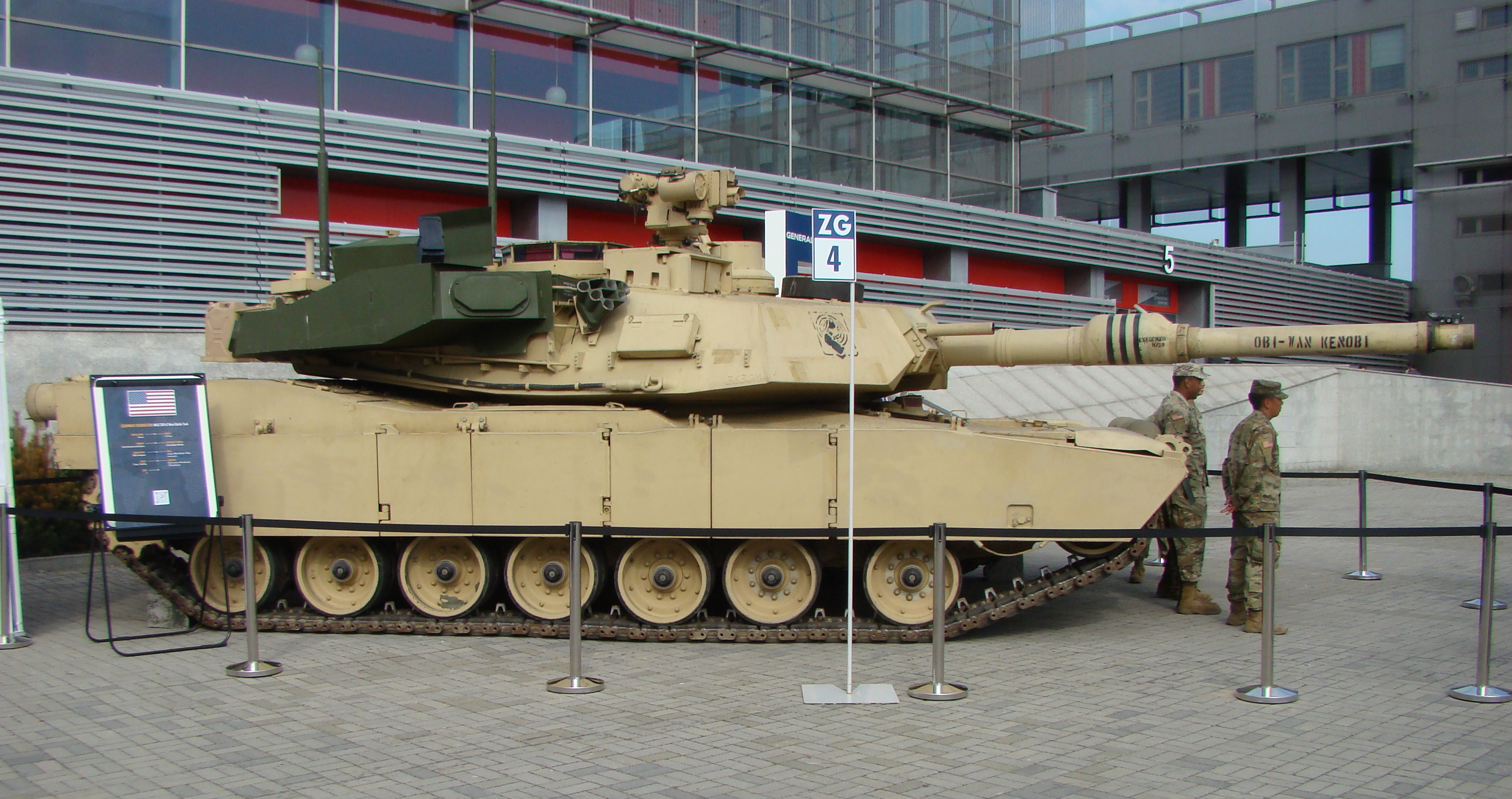
M1A2 SEPv2 з КАЗ Trophy